# Grosse Pointe Park
Grosse Pointe Park ist eine Stadt in Wayne County von Michigan in den Vereinigten Staaten. Grosse Pointe Park ist ein Vorort von Detroit und Teil der Metro Detroit. Laut dem United States Census Bureau hat die Stadt eine Gesamtfläche von 9,6 km² mit 11.595 Einwohnern im Jahr 2020. Die Siedlung liegt am Lake St. Clair.

## Geschichte
Das Gebiet, das zur Stadt Grosse Pointe Park werden sollte, war als Village of Fairview bekannt, das sich von der Bewick Street im Westen bis zur Cadieux Road im Osten in Grosse Pointe Township erstreckte. Die Stadt Detroit annektierte 1907 einen Teil des Dorfes im Township von der Bewick Street bis zur Alter Road. Um der vollständigen Eingemeindung in Detroit zu entgehen, wurde der Teil des Dorfes östlich der Alter Road noch im selben Jahr als Village of Grosse Pointe Park gegründet. Auf der Suche nach weiterem Annexionsschutz vor Detroit und der Unabhängigkeit vom Township wurde das Dorf 1950 zu einer Stadt.

## Demografie
Nach einer Schätzung von 2019 leben in Grosse Pointe Park 11.050 Menschen. Die Bevölkerung teilt sich auf in 86,0 % Weiße, 8,0 % Afroamerikaner, 0,1 % amerikanische Ureinwohner, 2,5 % Asiaten und 2,8 % mit zwei oder mehr Ethnizitäten. Hispanics und Latinos aller Ethnien machten 1,0 % der Bevölkerung aus. Das mittlere Haushaltseinkommen lag bei 115.341 US-Dollar und die Armutsquote bei 5,5 %.